# Miguel López Abril
Miguel López Abril (L'Hospitalet, 20 de desembre de 1954 - 11 d'abril de 2021) fou un jugador i posteriorment entrenador de bàsquet català. Mesurava 1,85 metres d'alçada i jugava en la posició de base.

## Carrera esportiva
Es formà en el Santiago Apòstol de l'Hospitalet de Llobregat i l'any 1969 fitxà per les categories inferiors del FC Barcelona. Va jugar set temporades al primer equip del conjunt barceloní, entre 1972 i 1979. Amb el FC Barcelona va aconseguir dues Copes del Rei en 1978 i 1979, i va ser finalista de la Copa Korac de la temporada 1974-75.
El 1979 va abandonar el FC Barcelona i va fitxar pel Bàsquet Manresa. Posteriorment va jugar dues temporades al Caja de Ronda de Màlaga abans de jugar un any al Club Joventut Badalona. La seva darrera temporada en actiu la va jugar al Caja Àlaba, en la temporada 1984-1985. També dirigí el Pamesa Castelló a la LEB 2 (2004-06), l'UB Sabadell (2007-09) i el CB L'Hospitalet a la Lliga EBA (2011-12).
Va ser internacional juvenil, júnior i, en nou ocasions, internacional amb la Selecció espanyola absoluta.

### Entrenador
Després de retirar-se com a jugador va passar a dirigir el Licor 43 Santa Coloma a la temporada 1985-86, i fou cessat al cap d'uns mesos. La temporada 1986-87 va recalar al Caixa Sabadell de 2a Nacional amb el qual es va proclamar Campió d'Espanya de la categoria la temporada següent, i ascendí a Primera 'B'. Més tard va fitxar per l'equip tècnic del FC Barcelona i va iniciar una carrera com a entrenador en categories de formació. La temporada 1999-2000 es va proclamar campió d'Espanya dirigint el FC Barcelona cadet, i en la temporada 2003-2004 dirigint el FC Barcelona júnior.